# 電場

正电荷產生的电场，與距離的平方成反比，方向朝外。

负电荷產生的电场，與距離的平方成反比，方向朝內。

電場是存在于电荷周围，能传递电荷与电荷之间相互作用的物理场。在电荷周围总有电场存在；同时电场对场中其他电荷发生力的作用。观察者相对于电荷静止时所观察到的场称为静电场。如果电荷相对于观察者运动，则除静电场外，还有磁场出现。除了电荷以外，隨著時間流逝而变化的磁场也可以生成电场，這種電場叫做涡旋电场或感应电场。迈克尔·法拉第最先提出電場的概念。

## 電場力
電場力是當電荷置於電場中所受到的作用力。或是在電場中為移動自由電荷所施加的作用力。其大小可由库仑定律得出。当有多个电荷同时作用时，其大小及方向遵循矢量运算规则。

## 電場強度
电场强度是用来表示电场的强弱和方向的物理量。实验表明，在电场中某一点，试探点电荷（正电荷）在该点所受电场力与其所带电荷的比值是一个与试探点电荷无关的量。于是以试探点电荷（正电荷）在该点所受电场力的方向为电场方向，以前述比值为大小的矢量定义为该点的电场强度，常用E表示。按照定义，电场中某一点的电场强度的方向可用试探点电荷（正电荷）在该点所受电场力的电场方向来确定；电场强弱可由试探电荷所受的电场力与试探点电荷带电量的比值确定。
{\displaystyle \mathbf {E} (x,y,z)\equiv \!{\frac {\mathbf {F} _{\text{on q}}(x,y,z)}{q}}}
试探点电荷应该满足两个条件：（1）它的线度必须小到可以被看作点电荷，以便确定场中每点的性质；（2）它的电量要足够小，使得由于它的置入不引起原有电场的重新分布。电场强度的实用单位为伏特/米或牛頓/库仑（这两个单位实际上相等）。常用的单位还有伏特/厘米。
要注意的是，只要有电荷存在就有静电场存在，电场的存在与否是客观的，与是否引入试探点与电荷无关。引入试探点电荷只是为了检验电场的存在和讨论电场的性质而已。正像人们使用天平可以称量出物体的质量，如果不用天平去称量物体，物体的质量仍然是客观存在的一样。
由于电场力满足矢量叠加原理，电场强度也满足叠加原理。

## 电场源

### 成因与描述
电场是由电荷或变化磁场产生的。前者的现象可以用高斯定理来描述，后者可以用法拉第电磁感应定律来描述，合在一起就足以用电荷分佈和磁场强度的一个函数来确定电场的行为。然而，由于磁场是用电场的一个函数描述的，这两种场相互耦合在一起构成了麦克斯韦方程组，将电场和磁场描述为电荷的函数和电流的函数。
在稳态（固定电荷和电流）的特殊情况下，麦克斯韦—法拉第电磁感应消失。所得的两个方程（高斯定律 {\displaystyle \nabla \cdot \mathbf {E} ={\frac {\rho }{\varepsilon _{0}}}} 和没有电感项的法拉第定律 {\displaystyle \nabla \times \mathbf {E} =0}）同时使用，就与库仑定律等价，对于电流密度 {\displaystyle \mathbf {\rho } (\mathbf {r} )}（{\displaystyle \mathbf {r} } 表示空间中的位置）。注意真空介电常数 {\displaystyle \varepsilon _{0}} 当电荷处于非空介质中的时候需要替换掉。

### 真空静止点电荷的特例
库仑定律指出，点电荷产生的電場強度與其所带的電量成正比，並且与距離的平方成反比，離場源電荷愈遠則電場強度愈弱。
- 位于真空中一点O的点电荷在某一点P产生的電場強度{\displaystyle E(P)}的公式是：

{\displaystyle E(P)={\frac {1}{4\pi \epsilon _{0}}}{\frac {Q}{r^{2}}}{\hat {\boldsymbol {r}}}}；
其中，{\displaystyle Q}是場源電荷量（建立電場的電荷），{\displaystyle r}是离電荷的距離OP，{\displaystyle {\hat {\boldsymbol {r}}}}是{\displaystyle {\overrightarrow {OP}}}方向上的单位向量，{\displaystyle \epsilon _{0}}是真空電容率。
在与O等距的球面上，电场强度的大小相等。点电荷产生的電場是球对称的。

## 叠加

### 离散点电荷系
电场满足叠加原理。如果存在多于一个点电荷，任何点的总电场强度等于各个点电荷单独存在时各自所激发的场强的矢量和。即为，
{\displaystyle \mathbf {E} =\sum _{i}\mathbf {E} _{i}=\mathbf {E} _{1}+\mathbf {E} _{2}+\mathbf {E} _{3}+\cdots \,\!}
其中Ei是第i个点电荷所激发的电场。
在任意一点处，N个点电荷所激发的总场强就是每一个点电荷激发的电场的叠加，写作
{\displaystyle \mathbf {E} =\sum _{i=1}^{N}\mathbf {E} _{i}={\frac {1}{4\pi \varepsilon _{0}}}\sum _{i=1}^{N}{\frac {Q_{i}}{r_{i}^{2}}}\mathbf {\hat {r}} _{i}}。
其中Qi是第i个点电荷所带的电荷,
{\displaystyle \mathbf {\hat {r}} _{i}}是拥有Qi大小电荷的点电荷的位置向量ri对应的单位向量。

### 连续分布的电荷
{\displaystyle \mathbf {E} =\int _{V}d\mathbf {E} ={\frac {1}{4\pi \varepsilon _{0}}}\int _{V}{\frac {\rho }{r^{2}}}\mathbf {\hat {r}} \,\mathrm {d} V={\frac {1}{4\pi \varepsilon _{0}}}\int _{V}{\frac {\rho }{r^{3}}}\mathbf {r} \,\mathrm {d} V\,\!}
其中ρ是电荷密度（单位体积内的电荷量），ε0是真空电容率，而dV是体积元的微分。这是在电荷分布区间上的三重积分。

## 电场线

靜電場中任何一條電場線，都是起自正電荷（或來自無窮遠處），止於負電荷（或伸向無窮遠）。

在任何电场中，每一点P的场强{\displaystyle E(P)}都有一定的方向。据此，可以在电场中画出一系列曲线，使曲线上每一点的切线方向都和该点的场强方向一致，这些线称为电场线。电场线上标有箭头，表示线上各点切线应取的正方向（即该点的场强方向）。利用电场线，可确定它所通过的每一点的场强的方向，因而也就可以表示出放在该点上的正电荷所受电场力的方向。但要注意，一般情况下，电场线并非是正电荷受电场力作用而运动的轨道。因为电荷运动方向（即速度方向）不一定沿力的方向。
为了使电场线不仅能够表示出场强的方向，同时还能够表示出场强的大小，可以在电场中任一点{\displaystyle P}，假想作一个面积元{\displaystyle \delta S}，与该点场强的方向相垂直，使得通过这面积元所画的电场线条数{\displaystyle \delta N}满足以下的关系：
{\displaystyle {\delta N \over \delta S}=E(P)}
{\displaystyle {\delta N \over \delta S}}称为电场线密度，穿过某个区域的电场线的条数N本质上是该区域的电通量Φ。在电场中任一点处的电场线密度在数值上等于该点处场强的大小。密度大的区域，电场线密集，表示该处的场强较强；密度小的区域，电场线较疏稀，表示该处的场强较弱。

### 静电场中的电场线
按照上述规定画出来的电场线，有两种性质：
1. 因为静电场的电场线表示场强的方向，所以静电场中任何一条电场线，都是起自正電荷（或來自無窮遠處），止於負電荷（或伸向無窮遠），它们不会在没有电荷的地方中断，更不会回到电场线的起始点上的电荷处而形成闭合的回线（電場的旋量為零）。
2. 因为在静电场中任何一点（除点电荷所在处以外），只有一个确定的场强方向，所以任何两条电场线不可能相交。

## 相關
- 離子推進器
- 電勢能